# 和受恩

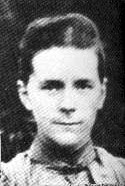
和受恩

和受恩（Margaret E.Barber）（1866年—1930年），英国女传教士，以对中国基督徒领袖倪柝声、王载的影响而著称。

## 两次来华
1866年，和受恩出生在英国萨福克郡的比森豪（Peasahall），父亲是一名车轮修理匠。1895年，她作为英国圣公会传教士第一次来华，次年2月抵达香港，3月初抵达福州，最初和另外两名女传教士一同在福州附近的乡下传教，后来回到福州，任教于圣公会在仓前山开办的陶淑女中。在那里她热心、努力的工作，但是在7年后受到嫉妒同事的诽谤，她学习十字架的功课，“若是拇指与小指争论，只会叫头受到伤害，因此我当离开这所学校。”于是她选择默默地离开。1909年，她在英国受到诺威治市（Norwich）的萨里教堂潘汤先生的影响，接受浸礼，并脱离圣公会。1911年，她42岁时第二次来华，这次她是没有差会支持供给的独立传教士，住在闽江口附近、马尾罗星塔渡口对岸荒僻的乡村白牙磹（今属长乐市营前街道），以廉价租到山坡上美国公理会退修传教士的一栋平房旧木屋，房东是开办孤儿院的院长夏姊妹。后来，在这里又加入一位从英国来，比她小20多岁的外甥女黎爱莲（M.L.S.Ballard）教士。

## 白牙潭20年
在白牙潭山坡上的小屋，和受恩过了20年卑微、隐藏的生活（1911－1930），没有外面轰轰烈烈的工作，只是默默地为着中国祷告。不久她领会到，以自己外国女传教士的身份，难以取得成效，必须要兴起中国青年传道人。10年之后的1921年，一艘中国军舰停泊在白牙潭，23岁的海军军官王载被和受恩住宅中的诗歌所吸引，上岸拜访。不久他辞去海军军官，专门传道。福州圣公会三一书院18岁的学生倪柝聲在前一年由于余慈度的传扬而归向基督，并前往上海余慈度的圣经学校接受短期训练，当他回到福州时，余慈度将他介绍给和受恩，不久倪柝聲在和受恩处受浸。王载的弟弟王峙是倪柝聲的同学，而且两家都住在南台岛，他们和周围的一些青年人如王连俊、陆忠信等都热烈追求信仰，他们在福州街头传扬福音，发生一次很大的复兴，并开始在南台岛的聚会。他们也没有任何差会支持，只凭信心生活。不接受固定的薪给；不借贷；不题捐。最终他们对全世界的基督徒产生了长远的影响。

## 教导青年传道人
1920年代，福州的这一批中国青年传道人，包括倪柝声、王载、王连俊等，都经常来到和受恩那里寻求帮助。她对他们的训练非常严格，常常严厉地责备他们。例如总是以年幼的应当顺服年长的为由，要求倪柝声不论是否有道理，都要学习顺服年长5岁的王载。
和受恩是影响倪柝声最大的一位属灵前辈。是她将弟兄会和内里生命派的著作介绍给倪柝声，由此将中国早期福音的性质转入追求属灵生命经历的阶段。倪柝声评价她的属灵经历相当之深。“她是一位在主里顶深的人”，后来倪柝声在1933年访问欧洲、接触了许多基督徒领袖后，评价说：“我真不容易能再找到一位可与和教士相比的，也许有一位弟兄可以。”他形容她是一个发亮的基督徒，只要走进她的住处，立刻觉得神在那里。什么时候他去见一见和教士，和她谈一谈主，读一读圣经，就叫他知道自己是不够的。
1930年2月底，和受恩罹患肠炎，当年去世，年63岁。她离世时身无别物，仅遗圣经一本给倪柝声。里面有一句话：“为己我无所求，为主我求一切。（I want nothing for myself，I want everything for the Lord!）”，恰切的描绘并解释了她的一生。她葬于白牙潭的山巅的西国公墓。黎爱莲教士继续留在白牙磹，直到1950年离开。
关于和受恩的资料非常罕见。

## 诗歌
和受恩只留下一些诗歌。其中有一首著名的诗歌是《神阿，你名何等广大泱漭》：
神阿，你名何等广大泱漭！
我今投身其中，心顶安然；
有你够了，无论日有多长；
有你够了，无论夜有多暗。
你是我神！全有！全足！全丰！
你能为 我创造我所缺乏；
有你自己，在我回家途中，
无论有何需要，都必无差。
我的神阿，你在已过路上，
曾用爱的神迹多方眷顾；
故我敢再投入你的胸膛，
因信心安，赞美你的道路。